# Lama krotká
Lama krotká či lama glama (Lama guanicoe f. glama) je domestikovanou formou druhu lama guanako (Lama guanicoe) z čeledi velbloudovitých (Camelidae). Podobně jako alpaka je chována především v oblasti Altiplána v Bolívii a v Peru, malé populace jsou také v severním Chile, Argentině a Ekvádoru. Pase se na horských svazích a spásá střední až dlouhé trávy.

## Popis
Lama krotká je vysoké robustní zvíře, dosahující výšky 110 až 150 cm a hmotnosti 130 až 155 kg. Uši jsou dlouhé, obličej je ze srsti, nosní část je dlouhá, rovná, špička nosu je okrouhlá. Hřbet je plochý od plece až po záď, ocas se stáčí nahoru a na hřbet. Lamy se poněkud liší podle místa rozšíření hustoty srsti a podle její barvy.
Rozlišují se dva typy: Chaku a Qara. Většina (70 – 80 %) andských lam patří k typu Qara (zvaná také bezvlnná lama), který je charakterizován holým obličejem a nízkou srstí. Méně obvyklý je typ Chaku (vlnatá lama), který jak název naznačuje, produkuje víc vlákna a má čelo a uši porostlé srstí. Vyskytují se však také kříženci mezi těmito typy.
Lama je cenným zdrojem masa a vlákna. Maso je libové, červené barvy, nemramorované, jateční výtěžnost je 60 %. Kůže se hodí k výrobě sandálů, bot a vaků. Poskytuje asi 2 kg srsti ročně. Vlákno, které se vyskytuje ve škále od bílé po černou, je dlouhé a hrubé.
Srst se používá k výrobě provazů, vaků, pytlů, pokrývek i látek k výrobě oděvů, avšak vzhledem k robustní stavbě těla se lama krotká vždy chovala především k účelům soumarským pro transport různého materiálu. Pohybuje se většinou v karavanách. Vyznačuje se vysokou odolností vůči drsným podmínkám prostředí a velkou vytrvalostí v přenášení nákladů o hmotnosti až 40 kg. K tomuto přenášení se většinou používají kastrovaní samci. Lama je symbolem živočišné výroby Bolívie.

## Chov v Česku
Lamy krotké chová většina českých zoologických zahrad, protože jejich chov je poměrně nenáročný a zvíře je vůči lidem (i přes zažitou představu o plivání) poměrně nekonfliktní. Lze je najít například v Zoo Hluboká nad Vltavou, Zoo Ústí nad Labem, v Zoo Olomouc, Zooparku Vyškov či v Zoo Tábor.
Na Slovensku je chová Zoo Bratislava, Zoo Košice a Zoo ve Spišské Nové Vsi. V minulosti byly chovány dlouhá léta i v Zoo Bojnice.